# بيني بريتزكر
بيني سو بريتزكر (بالإنجليزية: Penny Pritzker)‏ (ولدت في 2 مايو 1959) هي سيدة أعمال ومليارديرة أمريكية.  رشحها الرئيس باراك أوباما لمنصب وزير التجارة الأمريكي. وافق مجلس الشيوخ على القرار بتصويت 97-1، فأصبحت الشخص الثامن والثلاثين الذي يشغل هذا المنصب.
قضت بريتزكر بداياتها المهنية في مجال الأعمال التجارية، وهي من أفراد عائلة بريتزكر التجارية. وشقت طريقها داخل العائلة حتى تم تعيينها في النهاية كأحد ثلاثة خلفاء لعمها جاي بريتزكر. وهي مؤسسة شركة بي إس بي كابيتال بارتنرز وبريتزكر ريالتي غروب. وهي أيضا شريك مؤسس لشركة أرتميس العقارية. وحتى أكتوبر 2015، قدرت مجلة فوربس ثروتها الصافية بنحو 2.4 مليار دولار.  في عام 2009، وضعتها مجلة فوربس بين أقوى مائة امرأة في العالم.
دخلت بريتزكر في العديد من المنظمات في شيكاغو قبل دخولها الخدمة الحكومية، بما في ذلك مجلس شيكاغو للتعليم، ومتحف الفن المعاصر في شيكاغو، وكذبك مؤسستها الخاصة، بريتزكر تراوبيرت فاميلي. كانت بريتزكر من أوائل المؤيدين لترشيح أوباما للرئاسة، وكانت صديقة لعائلة أوباما منذ زمن بقائهم في شيكاغو.

## التعليم
تعلمت في كلية هارفارد، وجامعة هارفارد.

## روابط خارجية
- بيني بريتزكر على موقع مونزينجر (الألمانية)
- بيني بريتزكر على موقع إن إن دي بي (الإنجليزية)